# NGC 6978
NGC 6978 (другие обозначения — PGC 65631, MCG -1-53-17, HCG 88A, IRAS20499-0554) — спиральная галактика (Sb) в созвездии Водолей.
Этот объект входит в число перечисленных в оригинальной редакции «Нового общего каталога».